# Chan Pancharut
Chan Pancharut (taj. ชาญ ปัญจรัตน์; ur. 26 maja 1942) – tajski strzelec, olimpijczyk. 
Brał udział w igrzyskach olimpijskich w 1964 (Tokio). Wystąpił wówczas w strzelaniu z karabinu dowolnego w trzech pozycjach z odl. 300 metrów, w której zajął ostatnie, 30. miejsce. 

## Wyniki olimpijskie
| Igrzyska | Konkurencja                               | Wynik | Miejsce    | Źródło |
| -------- | ----------------------------------------- | --- | ---------- | ------ |
| IO 1964  | Karabin dowolny, trzy postawy, 300 metrów | 1005 punktów W pozycji leżącej – 370 pkt. (92-92-93-93) W pozycji klęczącej – 329 pkt. (87-79-79-84) W pozycji stojącej – 306 pkt. (75-78-80-73) | 30 (na 30) | [ 1 ]  |